# Забрід (Шепетівський район)
Забрі́д — село в Україні, у Ізяславській міській громаді Шепетівського району Хмельницької області. Населення становить 5 осіб.

## Географія
Село Забрід розташоване на півдні громади, за 16 км (автошляхом Т 1804) на південь від міста Ізяслав, та за 99 км (автошляхами Н03, Н25, Р26 та Т 1804) на північ від обласного центру Хмельницький.
Сусідні населені пункти:

## Історія
12 червня 2020 року, відповідно до розпорядження Кабінету Міністрів України № 727-р «Про визначення адміністративних центрів та затвердження територій територіальних громад Хмельницької області», увійшло до складу Ізяславської міської територіальної громади.
19 липня 2020 року, в результаті адміністративно-територіальної реформи та ліквідації Ізяславського району, село увійшло до складу новоутвореного Шепетівського району

## Населення
| Роки            | 1984 | 2001 | 2010 | 2011 |
| --------------- | ---- | ---- | ---- | ---- |
| Населення, осіб | 80   | ▼11  | ▼6   | ▼5   |

### Мова
Розподіл населення за рідною мовою за даними перепису 2001 року:
| Мова       | Кількість | Відсоток |
| ---------- | --------- | -------- |
| українська | 11        | 100%     |